# Cattedrale di San Colman (Cobh)
La cattedrale di San Colman (St.Colman's Cathedral in inglese) è il principale edificio ecclesiastico del villaggio di Cobh, nella contea di Cork, Irlanda, che domina dall'alto con la sua imponenza. Dedicata a San Colman, patrono della città, è la sede della diocesi di Cloyne.

## Storia
Elegante edificio neogotico, fu costruito nel XIX secolo ma terminato solo nel 1915. Fu progettata dagli architetti George Ashlin e Edward Welby Pugin. La prima pietra fu posta il 30 settembre 1868 dal Vescovo William Keane. Il tetto è stato completato nel 1879 e nello stesso anno, il 15 giugno, è stata celebrata la prima messa dal vescovo John McCarthy. La costruzione della guglia, l'ultima delle grandi opere esterne, è stato completata nel marzo 1915. Il 12 agosto del 1919, più di mezzo secolo dopo la posa della prima pietra, la cattedrale completata è stata consacrata solennemente.